# Alfred Trautmann
Alfred Trautmann (* 12. Dezember 1884 in Halle (Saale); † 26. März 1952 in Hannover) war ein deutscher Veterinärmediziner und Hochschullehrer.

## Leben
Trautmann studierte Medizin (in Dresden) und Tiermedizin und promovierte in beiden Fächern. Ab 1902 war er Mitglied des RSC-Corps Albingia Dresden. 1905 schloss er sich dem Corps Saxo-Thuringia München an. Er war auch Angehöriger des Corps Hannoverania Hannover. 1921 berief ihn Wilhelm Ellenberger als Professor für Histologie und Embryologie an sein Dresdner Institut. 1923 ging er mit ihm an die Veterinärmedizinische Fakultät der Universität Leipzig und leitete die Abteilung für seine Fachgebiete. 1926 folgte er dem Ruf an die Tierärztliche Hochschule Hannover, wurde dort 1928 Ordinarius und leitete das Physiologische Institut bis 1952. 1935 wurde er Mitglied der Deutschen Akademie der Naturforscher Leopoldina. Von 1945 bis 1948 war er Rektor der TiHo Hannover.

## Schriften (Auswahl)
- mit Carl Arthur Scheunert, Günter Wittke, Friedrich Wilhelm Krzywanek, Johannes Brüggemann: Lehrbuch der Veterinär–Physiologie, 1939–1999
- mit Josef Fiebiger: Lehrbuch der Histologie und vergleichenden mikroskopischen Anatomie der Haustiere, 1949